# Selenocosmia strubelli
Selenocosmia strubelli é uma espécie de aranha pertencente à família Theraphosidae (tarântulas).